# جيمي د. لان
جيمي د. لان (بالإنجليزية: Jimmy D. Lane)‏ هو موسيقي أمريكي، ولد في 4 يوليو 1965 في شيكاغو في الولايات المتحدة.

## وصلات خارجية
- جيمي د. لان على موقع ميوزك برينز (الإنجليزية)
- جيمي د. لان على موقع ديسكوغز (الإنجليزية)